# Reductoniscus costulatus
Reductoniscus costulatus är en kräftdjursart som beskrevs av Kesselyak1930. Reductoniscus costulatus ingår i släktet Reductoniscus och familjen Armadillidae. Inga underarter finns listade i Catalogue of Life.